# Olios baulnyi
Olios baulnyi là một loài nhện trong họ Sparassidae.
Loài này thuộc chi Olios. Olios baulnyi được Eugène Simon miêu tả năm 1874.